# Вучевић
Вучевић је јужнословенско презиме. Значајни људи са овим презименом су:
- Борислав Вучевић (1958), црногорски кошаркаш
- Горан Вучевић (1971), хрватски фудбалер
- Никола Вучевић (1990), црногорски кошаркаш
- Милош Вучевић (1974), српски политичар